# سید علی یزدی‌خواه
سید علی یزدی خواه علی یزدی‌خواه (زادهٔ ۱۰ تیر ۱۳۳۸) سیاستمدار ایرانی و نماینده دوره یازدهم و دوازدهم مجلس شورای اسلامی و رئیس مجمع نمایندگان استان تهران از حوزه انتخابیه تهران، ری، شمیرانات، اسلامشهر و پردیس است. 
وی در یازدهمین دوره انتخابات مجلس شورای اسلامی توانست با کسب ۷۴۲ هزار و ۳۹۴ رأی، به عنوان نفر بیست و سوم از حوزه انتخابیه تهران، ری، شمیرانات، اسلامشهر و پردیس انتخاب گردد.

## تحریم‌ها
دوشنبه ۲۴ آوریل ۲۰۲۳ سید علی یزدی‌خواه به‌همراه ۷ مقام امنیتی و نظامی و اداری جمهوری اسلامی و ۱ نهاد جمهوری اسلامی به دلیل نقض نقض حقوق بشر در ایران توسط اتحادیه اروپا در فهرست تحریم‌های اتحادیه اروپا قرار گرفتند. این تحریم‌ها دارایی‌های افراد و نهاد نام برده شده را مسدود کرده و هرگونه مراوده مالی با آنان توسط شرکت‌ها و شهروندان اتحادیه اروپا را ممنوع کرده است. اشخاص حقیقی تحریم شده حق سفر به کشورهای عضو اتحادیه را ندارند.